# Journal of Hepatology
Das Journal of Hepatology, abgekürzt J. Hepatol., ist eine wissenschaftliche Fachzeitschrift, die vom Elsevier-Verlag im Auftrag der European Association for the Study of the Liver veröffentlicht wird. Die erste Ausgabe erschien 1985. Derzeit erscheint die Zeitschrift monatlich. Es werden Original- und Übersichtsarbeiten aus allen Bereichen der Gastroenterologie veröffentlicht.
Der Impact Factor lag im Jahr 2014 bei 11,336. Nach der Statistik des ISI Web of Knowledge wird das Journal mit diesem Impact Factor in der Kategorie Gastroenterologie und Hepatologie an vierter Stelle von 76 Zeitschriften geführt.
Chefherausgeber war von 2014 bis Ende 2019 Rajiv Jalan (University College London, Großbritannien). Seit Anfang 2020 ist Paolo Angeli (Universität Padua, Italien) Chefherausgeber.